# Georg Liebe
Georg Hermann Theodor Liebe (* 2. November 1859 in Berlin; † 18. Dezember 1912 in Magdeburg) war ein deutscher Kulturhistoriker und Archivar. 

## Leben
Georg Liebe wurde als Sohn des Oberlehrers und späteren Professors Theodor Liebe geboren. Er besuchte das Luisenstädtische Gymnasium in Berlin, das er Ostern 1880 mit dem Abitur verließ. Er studierte Geschichte und Philologie an der Universität Jena, der Universität Bonn und der Universität Berlin. Im Januar 1885 promovierte er an der Philosophischen Fakultät der Berliner Universität mit der Dissertation Die kommunale Bedeutung der Kirchspiele in den deutschen Städten zum Dr. phil. Seine Arbeit, die er seinem ehemaligen Professor Julius Weizsäcker widmete, erschien noch im gleichen Jahr bei Mesch & Lichtenfeld.
1886 legte Liebe das philologische Staatsexamen ab und arbeitete bis Weihnachten 1889 als Schulamtskandidat und Hilfslehrer am Köllnischen Gymnasium in Berlin. Gleichzeitig wurde er bei der königlichen Archivverwaltung Mitarbeiter von Ernst Friedländer und unterstützte ihn bei der Herausgabe der Universitätsmatrikel der Universität Frankfurt an der Oder und der Universität Greifswald. Im Januar 1890 trat er offiziell in den preußischen Archivdienst am Staatsarchiv Koblenz ein. Im Mai 1892 erfolgte seine Versetzung an das Staatsarchiv Magdeburg, wo er 1897 zum Archivar und 1906 zum Archivrat befördert wurde.
Er war langjähriges Mitglied im Vorstand sowie Schriftleiter des Magdeburger Geschichtsvereins und seit 1907 Ehrenmitglied des Thüringisch-Sächsischen Altertumsvereins.
Georg Liebe starb nach längerer Krankheit am 18. Dezember 1912 im Alter von 53 Jahren in Magdeburg.

## Veröffentlichungen (Auswahl)

### Als Autor
- Die kommunale Bedeutung der Kirchspiele in den deutschen Städten. (Dissertationsschrift), Mesch & Lichtenfeld, Berlin 1885, (Volltext in der Google-Buchsuche)
- Das Kriegswesen der Stadt Erfurt von Anbeginn bis zum Anfall an Preußen. Emil Felber, Weimar 1896, (Volltext in der Google-Buchsuche)
- Der Soldat in der deutschen Vergangenheit. Diederichs, Leipzig 1899, (Digitalisat.)
- Soziale Studien aus deutscher Vergangenheit. Costenoble, Berlin / Jena, 1901.
- Das Judentum in der deutschen Vergangenheit. Diederichs, Leipzig 1903, (Digitalisat im Internet Archive)
- Die mittelalterlichen Siechenhäuser der Provinz Sachsen. In: Historische Kommission für die Provinz Sachsen und das Herzogtum Anhalt (Hrsg.): Neujahrsblätter. Nr. 29. Otto Hendel, Halle a. S. 1905, urn:nbn:de:bsz:14-db-id18960861283.
- Die französische Besatzung im Herzogtum Magdeburg 1808-1811. In: Historische Kommission für die Provinz Sachsen und das Herzogtum Anhalt (Hrsg.): Neujahrsblätter. Nr. 35. Otto Hendel, Halle a. S. 1911, urn:nbn:de:bsz:14-db-id18960984522.
- Zur Geschichte deutschen Wesens von 1300–1848. Kulturhistorische Darstellungen aus älterer und neuerer Zeit. Voß, Berlin 1912.

### Als Herausgeber und Bearbeiter
- Aeltere Universitäts-Matrikeln.
  - mit Ernst Friedländer: Universität Frankfurt a.O. 1. Band: 1506–1648. Hirzel, Leipzig 1887, (Digitalisat im Internet Archive)
  - mit Ernst Friedländer: Universität Frankfurt a.O. 2. Band: 1649–1811. Hirzel, Leipzig 1888, (Digitalisat im Internet Archive)
  - mit Ernst Friedländer: Universität Greifswald. 1. Band: 1506–1646. Hirzel, Leipzig 1888, (Digitalisat.)